# SM 컬처 유니버스
SM 컬처 유니버스(SMCU)는 SM 엔터테인먼트가 제작한 공유 세계관이다.

## 용어
| 용어                  | 설명                                                                     | 비고        |
| --------------------- | ------------------------------------------------------------------------ | ----------- |
| 아이(æ)               | 멤버들이 인터넷에 올린 데이터를 기반으로 제작된 에스파의 온라인 아바타   | [ 1 ]       |
| 블랙맘바(Black Mamba) | 현실 주체와 가상 현실 아바타 사이의 연결을 방해하고 세상을 위협하는 존재 | [ 2 ]       |
| 에테르(Ether)         | 무의식의 바다                                                            | [ 3 ]       |
| 플랫(Flat)            | 사람들과 아이(æ)들이 공존하는 가상세계                                   | [ 4 ]       |
| 코스모(Kosmo)         | 에스파와 NCT에서 공통적으로 등장하는, 알려지지 않은 세계                 | [ 5 ]       |
| 광야                  | "블랙맘바"가 있고 "아이(ae)"가 존재하는 평행차원                         | [ 6 ]       |
| 마이(My)              | "광야"에서 "가장 소중한 친구"이며, 스토리의 키를 쥔 인물                 | [ 7 ]       |
| 나이비스(nævis)       | 가상 세계에서 에스파와 아바타를 연결하는 신비로운 존재인 인공지능 시스템 | [ 8 ] [ 9 ] |
| Nu Evo                | SM 엔터테인먼트의 광범위한 세계건설의 최전선                             | [ 1 ]       |
| 싱크(Synk)            | 에스파와 아바타가 연결된 가상 플랫폼                                     | [ 10 ]      |
| 싱크아웃(SynkOut)     | "아이"(ae)와의 강제 연결 해제                                            | [ 11 ]      |
| 리콜(Rekall)          | 아바타가 한정된 시간동안 리얼월드에 나올 수 있는 과정                    | [ 12 ]      |
| P.O.S (Port of Soul)  | 리얼월드에서 에스파와 아이들이 "싱크"하거나 나오는 것을 허용하는 것      | [ 13 ]      |